# Đường rạng đông
Đường rạng đông hoặc đường chạng vạng, là một đường di chuyển phân chia giữa ban ngày và ban đêm của một thiên thể. Đường rạng đông được định nghĩa là tập hợp các điểm trên một hành tinh hoặc vệ tinh tự nhiên nơi mà các đường thẳng đi qua sao của nó là tiếp tuyến. Một người quan sát ở vùng thuộc đường rạng đông của các hành tinh có khí quyển sẽ thấy bầu trời chạng vạng bởi vì sự tán xạ ánh sáng bởi các hạt trong lớp khí quyển.

## Đường rạng đông của Trái Đất
Trên Trái Đất, đường rạng đông là một vòng tròn với đường kính gần bằng đường kính Trái Đất. Đường rạng đông đi qua mọi điểm trên bề mặt Trái Đất hai lần một ngày, vào lúc Mặt Trời mọc và lúc Mặt Trời lặn, ngoại trừ vùng địa cực khi nó chỉ diễn ra vào thời điểm không có ban ngày vùng cực hoặc ban đêm vùng cực. Vòng tròn này chia cắt phần ban ngày của Trái Đất ra khỏi phần ban đêm của Trái Đất. Trong khi hơn một phần nửa nhỏ của Trái Đất được thắp sáng lên vào một thời điểm nào đó (ngoại trừ trong lúc diễn ra nhật thực), đường đi của đường rạng đông thay đổi theo thời gian của ngày bởi vì sự tự quay của Trái Đất trên các trục của nó. Đường đi của đường rạng đông cũng thay đổi theo thời gian của năm bởi vì Trái Đất xoay xong một vòng xung quanh Mặt Trời; do đó, mặt phẳng của đường rạng đông gần như song song với các mặt phẳng được tạo ra bởi đường thẳng của kinh độ trong lúc điểm phân, và góc lớn nhất của nó là gần khoảng 23.5° tới điểm cực trong lúc điểm chí.

### Vận tốc di chuyển bề mặt
Tại xích đạo, trong điều kiện lý tưởng (không có chướng ngại vật như núi hoặc vật cản cao nào đó), đường rạng đông di chuyển với vận tốc khoảng 1,668 km trên giờ (1,036 dặm trên giờ). Tốc độ này sẽ gia tăng nếu gần vật cản, như là chiều cao của núi, khi mà bóng tối của vật cản sẽ được hiện ra trên nền đất làm thay đổi điều kiện của đường rạng đông. Tốc độ của đường rạng đông sẽ giảm khi nó tiến tới vùng cực, vận tốc của nó sẽ tiến về số không (sáng cả ngày hoặc tối cả ngày).
Các máy bay siêu thanh như tiêm kích hoặc phương tiện siêu thanh Concorde và Tupolev Tu-144 là những máy bay có thể vượt qua vận tốc tối đa của đường rạng đông tại xích đạo. Tuy nhiên, các phương tiện chậm hơn có thể vượt qua đường rạng đông tại vĩ độ cao hơn, và nó có thể đi nhanh hơn đường rạng đông tại vùng cực, gần điểm phân. Kết quả của việc đi nhanh hơn đường rạng đông là nhìn thấy Mặt Trời mọc ở đằng tây và lặn ở đằng đông.

### Sự lan truyền sóng radio
Sức mạnh của sự lan truyền sóng radio thay đổi theo ban ngày và ban đêm của tầng điện li. Đây là bởi vì lớp D của tầng điện li, khi mà nó hấp thụ tín hiệu tần số cao, và sẽ biến mất ngay tức thì trong mặt tối của đường rạng đông, ngay khi lớp E và lớp F ở trên lớp D cần thời gian lâu hơn để hình thành. Vì khoảng thời gian khác nhau này, tầng điện li trở thành vật trung gian độc đáo của đường rạng đông, còn được gọi là “grey line” (đường thẳng xám).
Đối với những nhà điều hành radio nghiệp dư có thể lấy sự thuận tiện này của đường rạng đông để giao tiếp ở khoảng cách xa. Tín hiệu "gray-line" hoặc "grey-line" propagation (lan truyền radio đường thẳng xám), đường tín hiệu này là một loại của lan truyền skywave. Trong điều kiện thuận lợi, sóng radio có thể truyền dọc theo đường rạng đông để tới điểm đối cực.

## Thư viện

Hoạt ảnh theo mùa của đường rạng đông vào lúc Mặt Trời lặn trên giữa Châu Âu.
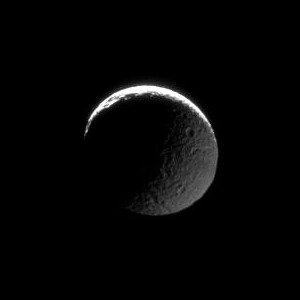
Sự chuyển tiếp từ sáng đến tối của Mimas.
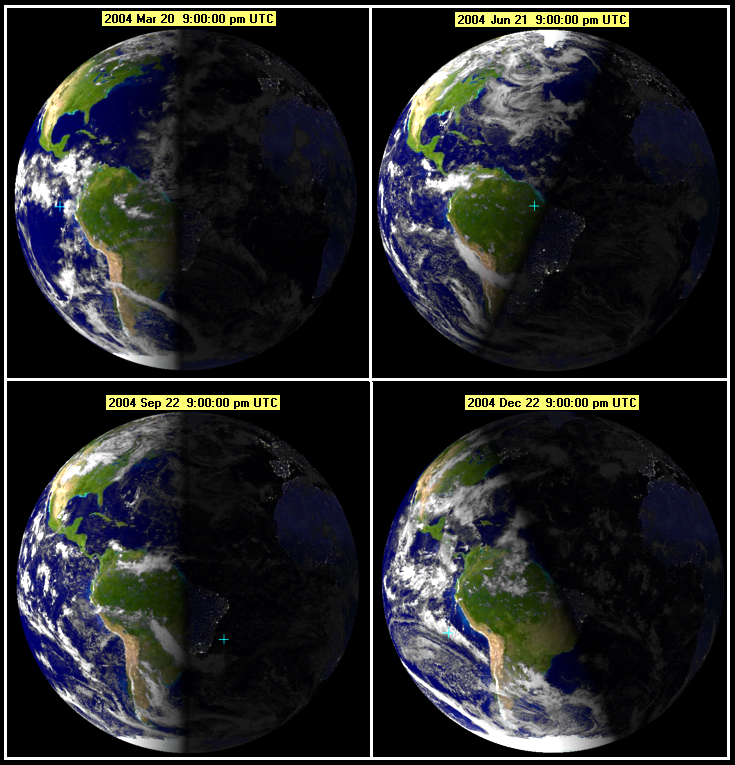
Định hướng đường rạng đông giữa bán cầu bắc và bán cầu nam dựa theo mùa. Vào xuân phân và thu phân (khoảng tháng 3 và 21 tháng 9), không có sự di chuyển của Trái Đất theo Mặt Trời, nên đường rạng đông song song với trục của Trái Đất và với kinh độ.
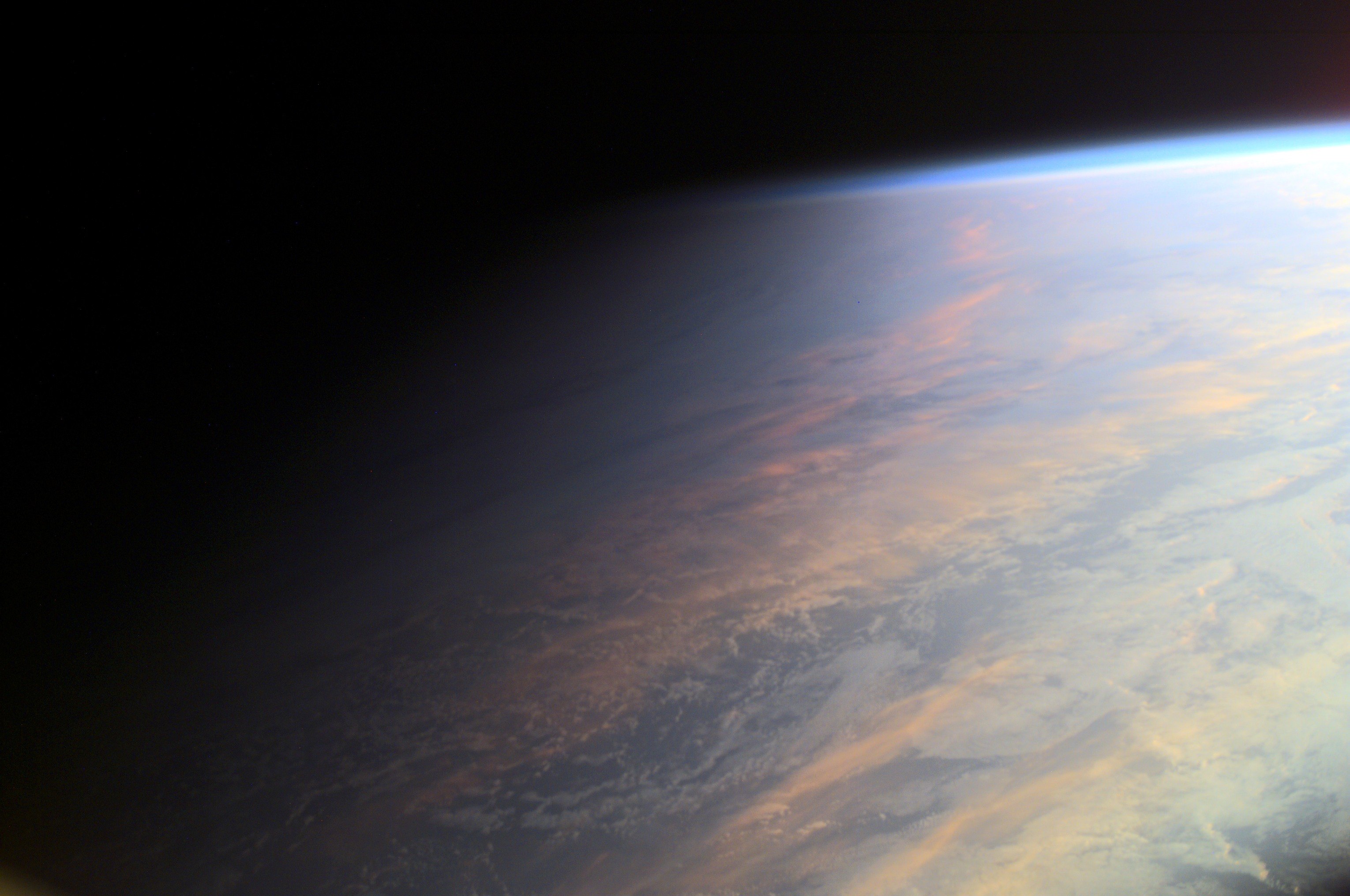
Hình ảnh một phần của đường rạng đông băng qua bề mặt của Trái Đất, được nhìn thấy từ ISS. Đường rạng đông khuếch tán và cho thấy sự chuyển tiếp dần dần đến ban đêm, khi mà cảm thấy chạng vạng ở bề mặt.

## Đường rạng đông Mặt Trăng

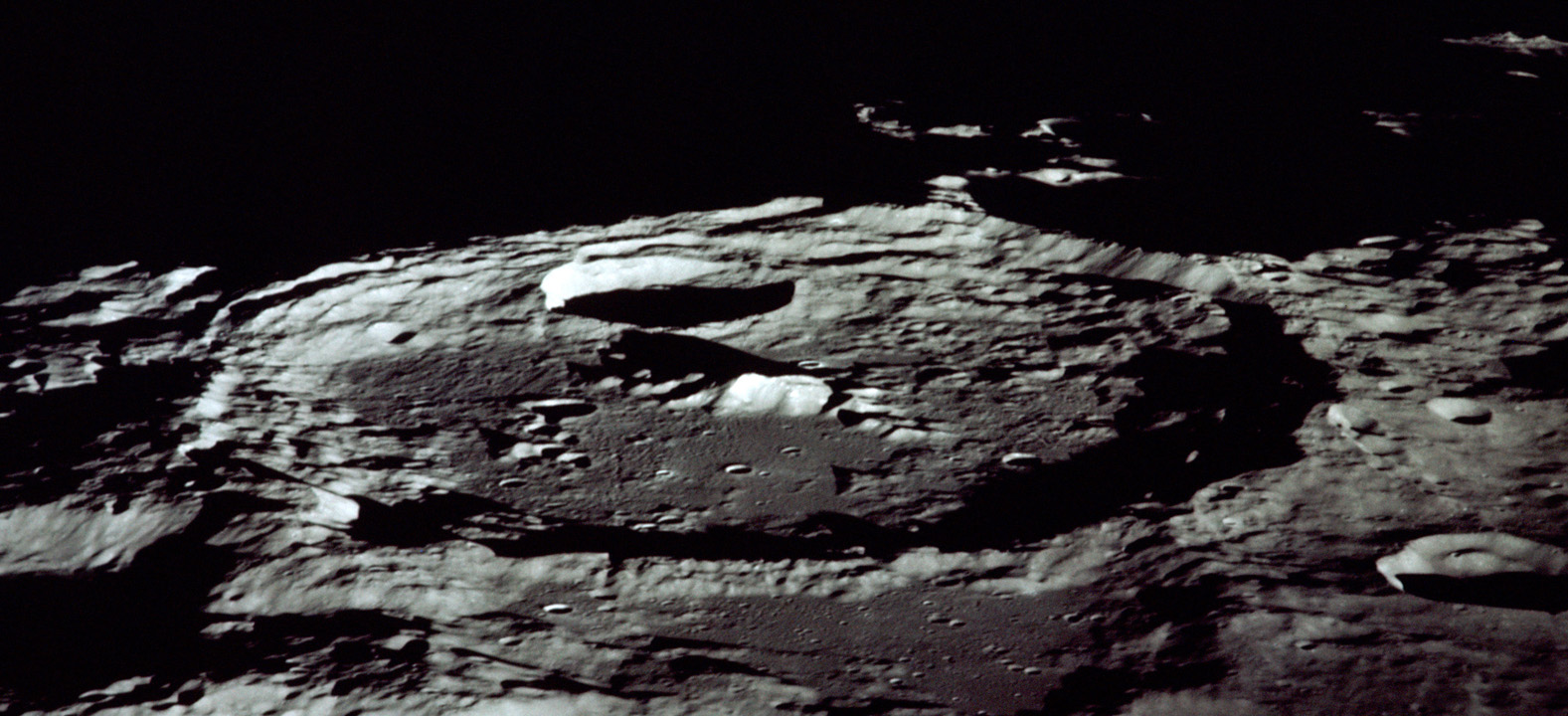
Tầm nhìn gần từ hố lớn Keeler tại đường rạng đông (từ Apollo 13)

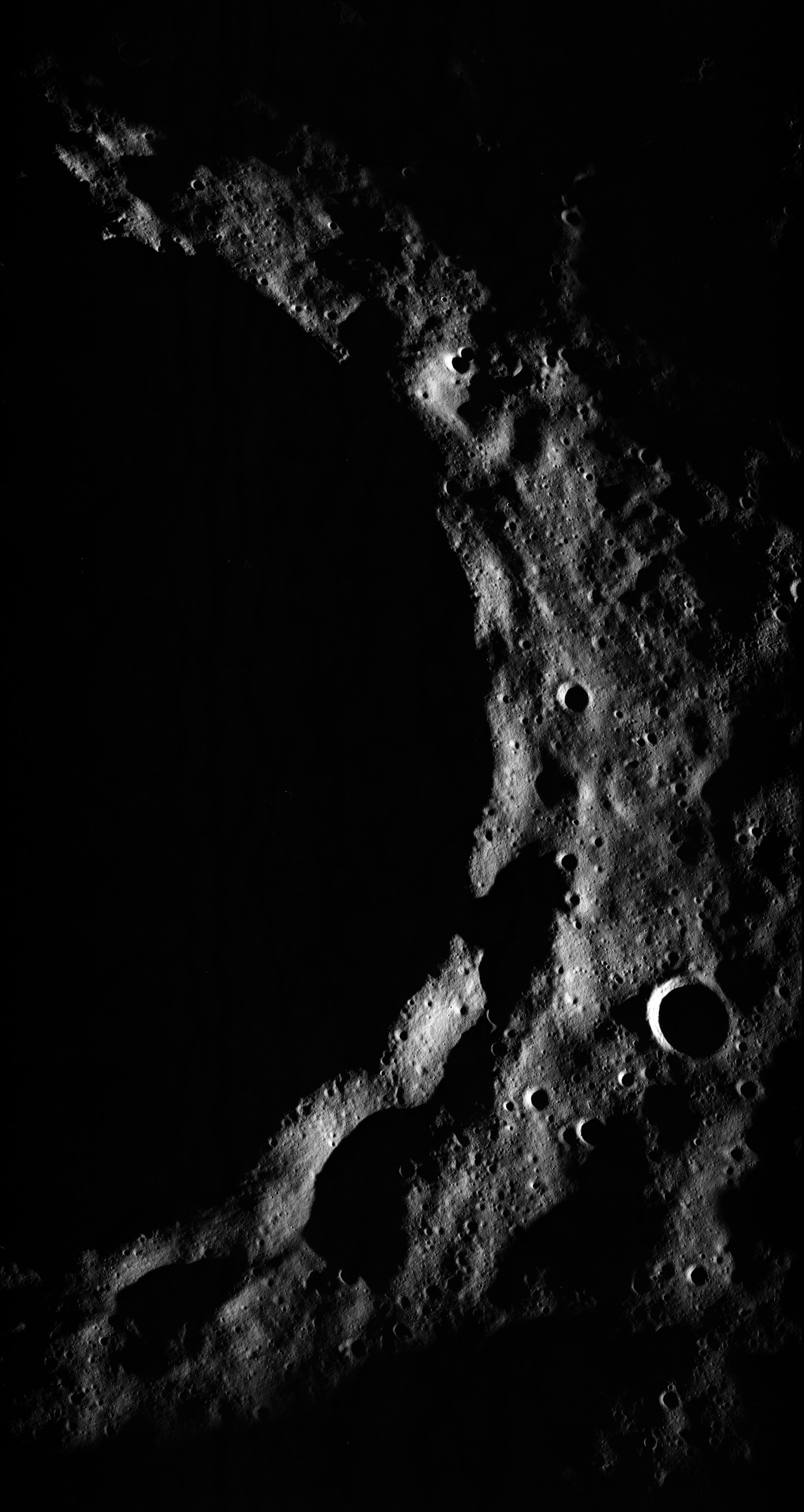
Phần phía đông của hố Timocharis tại đường rạng đông (từ Apollo 15)

Đường rạng đông Mặt Trăng là sự phân chia giữa bán cầu sáng và bán cầu tối của Mặt Trăng. Đây là sự phân chia tương đương giữa ban đêm và ban ngày trên Trái Đất, mặc dù Mặt Trăng có cường độ xoay ít hơn có nghĩa là nó cần thời gian lâu hơn để nó có thể đi qua bề mặt.
Bởi vì góc tới của ánh sáng Mặt Trời chiếu lên Mặt Trời, bóng tối của hố va chạm và các tính chất địa chất khác đều được kéo dài, do đó tính chất này được quan sát rất rõ. Hiện tượng này tương tự với hiện tượng kéo dài bóng tối trên Trái Đất khi mà Mặt Trời ở thấp trên trời. Vì lí do này, nhiều trung tâm nghiên cứu hình ảnh Mặt Trăng trên khu vực sáng gần đường rạng đông của Mặt Trăng, và bóng tối thu được, cung cấp một mô tả chính xác về địa hình.

### Ảo ảnh đường rạng đông Mặt Trăng
Ảo ảnh đường rạng đông Mặt Trăng là ảo ảnh khi người quan sát trên Trái Đất cho rằng hướng truyền của ánh sáng Mặt Trời chiếu lên Mặt Trăng (các đường thẳng vuông góc với đường rạng đông) phải tương ứng với vị trí của Mặt Trời, nhưng nó thật ra không phải vậy. Nguyên nhân của ảo ảnh này đơn giản là do người quan sát không xét đến việc độ dốc của tia sáng sẽ thay đổi dọc theo bầu trời bởi sự thiếu dẫn chứng quan sát để thành lập phối cảnh 3D.

## Tầm quan trọng khoa học
Sự nghiên cứu đường rạng đông sẽ tìm ra được thông tin về bề mặt của một hành tinh; ví dụ, sự có mặt khí quyển tạo ra một đường rạng đông. Khi mà vật điểm ở độ cao trong khí quyển, nguồn sáng sẽ vẫn nhìn thấy được sau khi nó chạm đến mặt đất. Những vật điểm này sẽ tán xạ ánh sáng, và phản chiếu một vài tia trên mặt đất. Từ đây, bầu trời được thắp sáng kể cả sau khi Mặt Trời lặn.
Vệ tinh quỹ đạo Trái Đất tầm thấp lấy sự thuận lợi của sự thật này mà vài vệ tinh cực nhất định đi gần đường rạng đông mà không chịu ảnh hưởng của thiên thực, vì vậy những tấm pin mặt trời của chúng vẫn tiếp tục hấp thụ ánh sáng. Một vài quỹ đạo được gọi là quỹ đạo bình minh, một loại của quỹ đạo đồng bộ Mặt Trời. Điều này kéo dài tuổi thọ làm việc của vệ tinh LEO, khi mà tuổi thọ của pin được gia tăng. Điều này cũng cho phép một vài thí nghiệm nhất định cần ít sự can thiệp từ Mặt Trời, khi mà những người thiết kế có thể chọn để cài đặt những cảm biến liên quan trên phần tối của vệ tinh.